# Ordensbekendtgørelsen
Ordensbekendtgørelsen er den uformelle betegnelse for Justitsministeriets bekendtgørelse nr. 511 af 20. juni 2005 "om politiets sikring af den offentlige orden og beskyttelse af enkeltpersoners og den offentlige sikkerhed mv., samt politiets adgang til at iværksætte midlertidige foranstaltninger".
Ordensbekendtgørelsen er udstedt i medfør af politilovens § 23.
Bekendtgørelsen, der ophævede og afløste normalpolitivedtægten fra 1968, er udstedt i medfør af politiloven og regulerer en række forhold vedrørende opretholdelse af den offentlige orden, herunder forbud mod støjende og fornærmelig opførsel på steder, hvortil der er almindelig adgang, forbud mod benyttelse af højtalere, musikanlæg mv., når benyttelsen må antages at være til ulempe for omkringboende eller forbipasserende, forbud mod uvedkommendes ophold på trapper, i opgange og i porte, regler om anmeldelse af møder og optog på veje, regler om besøgendes overholdelse af ordensbestemmelser for offentlige anlæg mv., regler om opsætning af afspærringer i forbindelse med udførelse af arbejder på huse og ved fare for nedstyrtning af tagsten, sne, istapper eller lign.